# Muhammad al-Gaddafi
Muhammad Muammar al-Gaddafi (Mohammed Moammar Al-Gathafi tên trong hộ chiếu)(sinh 1970; tiếng Ả Rập: محمد القذافي) là con trai thứ nhất của lãnh đạo Libya bị lật đổ, Muammar al-Gaddafi. Ông từng là người đứng đầu Ủy ban Olympic Libya. Trong khi có một số người quan tâm đến việc ông có thể kế vị cha mình để lãnh đạo Libya, ông được ghi nhận là không quan tâm tới việc này.
Ông cũng từng là Chủ tịch Công ty Viên thông và Bưu điện Toàn dân, công ty là sở hữu của ông và kinh doanh về dịch vụ điện thoại và vệ tinh tại Libya. Công ty của ông là nhà cung cấp dịch vụ internet chính của Libya, và ngay khi xảy ra các cuộc biểu tình chống lại chế độ của cha ông, công ty của ông đã cắt kết nối Internet giữa Libya với phần còn lại của thế giới.

## Nội chiến Libya 2011
Vào ngày 21 tháng 8 năm 2011, Hội đồng Dân tộc Chuyển tiếp đã tuyên bố chấp nhận sự đầu hàng của Muhammad khi tiếp quản Tripoli. Sau đó, ông đã thừa nhận thông qua một cuộc phỏng vấn qua điện thoại với kênh truyền hình Al Jazeera, rằng ông đầu hàng lực lượng nổi dậy và đã được đối xử tốt. Lãnh đạo của Hội đồng Dân tộc Chuyển tiếp sau đó đã nói trên Al Jazeera rằng họ cam kết bảo đảm cho sự an toàn của Muhammad. Muhammad sau đó đã phản bác lại tuyên bố rằng ông đã được an toàn.
Vào ngày 22 tháng 8 năm 2011, ông được tường trình là đã trốn thoát với sự giúp đỡ của lực lượng trung thành với Gaddafi.
Tường trình ngày 29 tháng 8 năm 2011 cho biết ông đã đến Algeria cùng với một số thành viên khác trong gia đình Gaddafi.